# Коробейников, Александр Феопенович
Александр Феопенович Коробейников (род. 1934) — учёный-геолог, геохимик, лауреат премии имени С. С. Смирнова (1997).

## Биография
Родился 6 апреля 1934 года в деревне Таскино (на территории современного Чаинского района Томской области) в семье служащих: мать — учительница, отец — партийный работник.
В 1949 году окончил школу семилетку и поступил в Томский горный техникум, окончив его с отличием в 1953 году. В 1959 году — окончил Томский политехнический институт по специальности «Геология и разведка месторождений полезных ископаемых».
После окончания ВУЗа два года работал геологом, начальником поисково-ревизионной партии Западной комплексной ГРЭ КГУ.
В 1960 году по ходатайству профессора A. M. Кузьмина был переведен в Томский политехнический институт на кафедру минералогии и кристаллографии, где и работает в дальнейшем, пройдя путь от ассистента до профессора. В период с 1976 по 2003 годы возглавлял кафедру геологии и разведки месторождений полезных ископаемых.
В 1966 году досрочно окончил аспирантуру и успешно защитил кандидатскую диссертацию на тему «Контактово-метасоматические и гидротермальные образования золоторудного поля Коммунар».
В 1983 году защитил докторскую диссертацию на тему: «Геохимические условия формирования золоторудных месторождений Алтае-Саянской складчатой области». Эта крупная теоретическая работа направлена на решение важнейших проблем геохимии золота и является научной базой для прогнозирования и освоения золоторудных месторождений Сибири и других регионов.
Дочь Лариса (род. 1958), доктор философских наук, профессор Томского государственного университета.

## Научная деятельность
Разрабатывает теоретические основы эндогенного рудообразования, вопросы геохимии, новые приемы прогнозирования и поисков золотого и нетрадиционного золото-платиноидного, золото-редкометалльного оруденения в структурах земной коры. Им обосновано распространение нового золото-платиноидного типа оруденения в складчатых поясах Сибири, исследованы закономерности локализации скрытого оруденения в специфических структурах земной коры континентального и океанического типов.
Создал и возглавляет крупную научную школу по геологии и геохимии благородных металлов, успешно выполняющую крупные теоретические и прикладные исследования, направленные на решение проблем рудообразования и укрепление сырьевой базы горнорудных предприятий России, а также на подготовку высококвалифицированных специалистов для учебно-научных и производственных организаций страны. В ТПУ он организовал и возглавил Инновационный научно-образовательный центр «Золото-платина», координирующий научные исследования геологов, гидрогеологов, геофизиков, химиков-аналитиков по разработке фундаментальных проблем геологии и геохимии благородных металлов.
Автор и соавтор более 470 опубликованных работ в отечественной и зарубежной (более 100) печати, 13 монографий, 3 учебников и 11 учебных пособий.
Под его руководством защищено 10 докторских и 29 кандидатские диссертации.
Возглавляет Совет по защите докторских диссертаций при ТПУ, является председателем издательской комиссии ТПУ, заместителем главного редактора журнала «Известия Томского политехнического университета», членом НМС Программы «Платина России» Минприроды РФ, членом Международной ассоциации по генезису рудных месторождений (IAGOD), членом научного Совета Всероссийского Минералогического общества РАН, в течение многих лет был членом УМО Минобразования РФ, руководителем НМС геологических специальностей Сибирского учебно-методического центра высших учебных заведений.

## Награды
- Премия имени С. С. Смирнова (1997) — за серию работ "Золото и золото-платиновое оруднение в палеозойских орогенах (на примере Алтае-Саянской области и Калбы)
- Заслуженный деятель науки Российской Федерации (1996)
- Заслуженный геолог Российской Федерации
- Медаль «Ветеран труда»
- Почётный знак «Ударник 9-й пятилетки»
- Почётный знак «Шахтёрская слава» III степени
- Почётный знак «300 лет горно-геологической службе России»
- Серебряный знак «За заслуги перед Томским политехническим университетом»
- «Памятный знак В. А. Обручева»
- Почётный разведчик недр Республики Казахстан
- Лауреат премии в области науки и образования Томской области